# Mesmes
El mesmes és una llengua etiòpica extinta pertanyent, ensems amb l'inor, el mesqan i el sebat bet gurage, al grup meridional de les llengües gurage occidentals, subdivisió de l'etiòpic meridional exterior.
Malgrat que encara avui dia mant individu mostra un sentiment d'identitat ètnica mesmes recolzat en diversos trets culturals distintius, el mesmes va ser abandonat com a llengua de la comunitat per ésser substituït pel hadiyya, una de les llengües cuixítiques d'Etiòpia.